# Абердин (Гонконг)

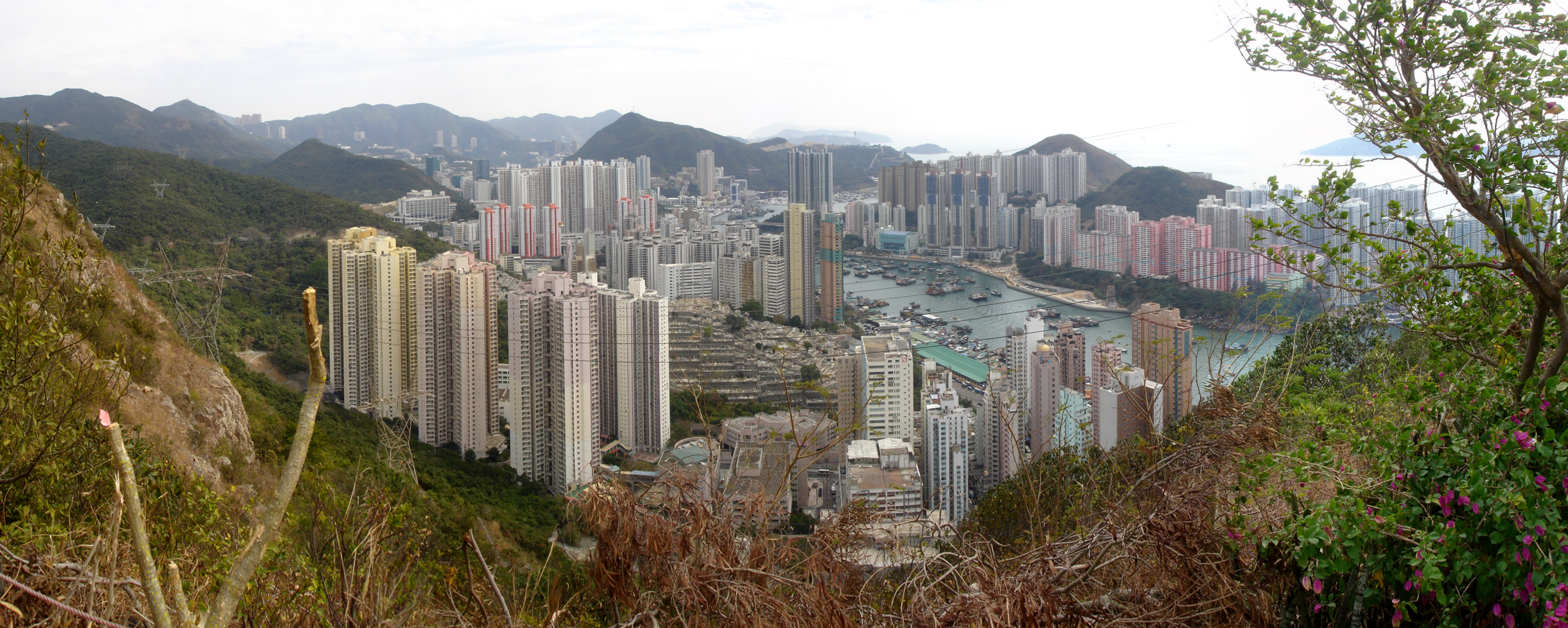
Абердин

Аберди́н (англ. Aberdeen, иер. 香港仔, кант.-рус. Хёнкончай, кит.-рус. Сянганцзай, встречается также кириллизация Сянганцзы, буквально: «Малый Гонконг»; старое китайское название — Ябадянь, 鴨巴甸) — гонконгский район, входящий в состав Южного округа. Расположен на южном побережье острова Гонконг, на берегу Абердинской гавани. Формально Абердином называют только город на побережье бухты, но нередко к нему относят также Вончукхан, Аплэйчау и Тиньвань. По состоянию на 2007 год в районе Абердин проживало почти 60 тысяч человек, в том числе в самом Абердине — 20 343, в Тиньване — 18 450, в Сэкъю — 20 922.
Некогда обширная деревня на воде, расположенная в Абердинской гавани, постепенно сокращается (это происходит как из-за кризиса рыболовной отрасли Гонконга, так и из-за острой конкуренции с рыбаками Гуандуна). Если раньше люди постоянно жили на лодках, то теперь лишь днём ловят рыбу и креветок, продавая улов оптовикам, ресторанам или на рынках (многие возят туристов на джонках или работают в плавучих ресторанах).

## История
Ещё в минскую эпоху на месте современного Абердина и на северном побережье Аплэйчау располагалась китайская рыболовецкая деревня под названием «Гонконг» (Heung Kong Tsuen, 香港村). Рядом в бухте находились древние поселения туземцев из народности танка, которые жили прямо на лодках, практически не спускаясь на берег (согласно некоторым данным, танка осели на острове в VII—IX веках). В цинскую эпоху в соседнем Вончукхане была основана деревня Heung Kong Wai, также окружённая защитной стеной. В начале XIX века прибывшие сюда британцы назвали Гонконгом весь остров, а за деревушкой закрепилось название «малый Гонконг» или «сын Гонконга» (Hong Kong Tsai, 香港仔). В переводе с кантонского «Гонконг» означает «ароматная гавань», так как именно в Абердинской гавани продавались ладан с Новых Территорий, сандаловое дерево и пряности для дальнейшего вывоза в порты Китая. Другим альтернативным именем района является Шек-Пай-Ван (англ. Shek Pai Wan, иер. 石排灣, кант.-рус. Сэкпхайвань, кит.-рус. Шипайвань).
В 1845 году британские колонизаторы нарекли район именем министра иностранных дел Великобритании графа Абердина. При новых властях Абердин продолжал оставаться крупнейшим рыболовным портом колонии. Кроме того, здесь базировался крупный лагерь британской армии, а в 1857 году был построен первый в Гонконге сухой док. В 1890 году в Абердине была построена бумажная фабрика, при которой создано водохранилище (позже власти выкупили его и значительно расширили, одновременно построив выше старого новое водохранилище). В декабре 1931 года губернатор Гонконга Уильям Пил официально открыл оба Абердинских водохранилища — верхнее и нижнее. Во время японской оккупации острова Абердин называли «настоящий Гонконг» (Yuan Hong Kong, 元香港). В 1960-х годах были закончены волнорезы Абердинского «убежища от тайфунов», в 1977 году был основан парк Абердин-кантри, в состав которого вошли оба Абердинских водохранилища.

## География
На западе Абердин граничит с районом Покфулам, на севере — с районом Пик, на востоке — с районом Дип-Уотер-Бэй, на юге — с районом Вончукхан. Также с юга Абердин омывается водами Абердинской гавани, в которой расположен остров Аплэйчау. Во время запрета рыбалки (мораторий на рыбную ловлю приходится на июнь и июль) или приближения тайфунов в Абердинской гавани, между городом Абердином и островом Аплэйчау, становятся на якорь тысячи рыболовных и туристических судов.
В северной части района раскинулся парк Абердин-кантри, на территории которого находятся верхнее и нижнее Абердинские водохранилища (популярная зона отдыха, пикников и барбекю). Также в районе расположены приморский парк вдоль Абердинского променада, сады Вончукхан и Абердин-резервуар-роуд, сад Оушн-парк-роуд, игровые площадки Шекпайвань и Шекпайвань-роуд.
Променад Абердина

## Религия
В Абердине находятся храм Тхиньхау, построенный в 1851 году, храм Тайшин, католическая церковь Святого Петра, баптистская церковь Абердина, Абердинское китайское кладбище.

## Экономика

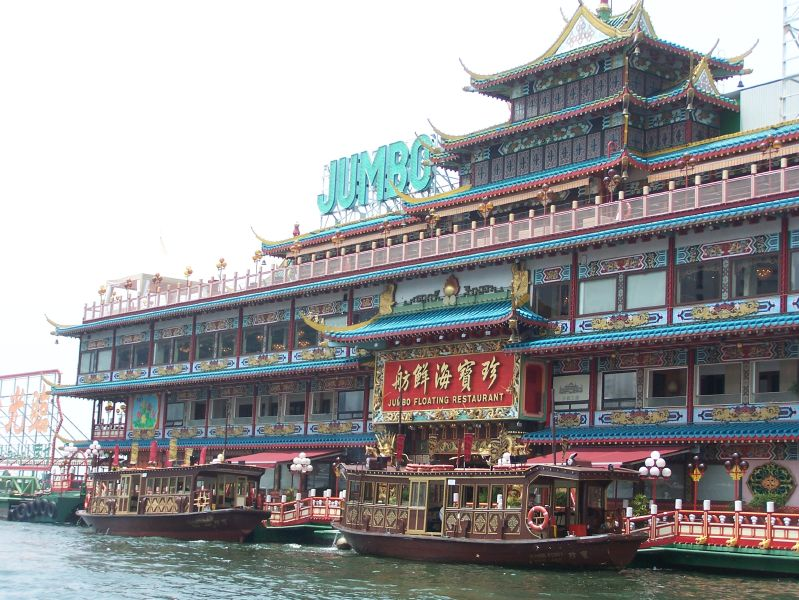
Плавучий ресторан Jumbo

Важными отраслями экономики Абердина являются туризм и общественное питание. Среди главных туристических достопримечательностей выделяются плавучие рестораны Jumbo и Tai Pak, многочисленные семейные рестораны, в которых подают «рыбные шарики», морепродукты и лапшу (ресторанами кантонской кухни, особенно чхачханьтхэн, а также японской, тайской и вьетнамской кухни славятся улица Абердин-мейн-роуд и жилой комплекс Aberdeen Centre), деревня народности танка, расположенная на воде (сейчас в гавани находится около 600 джонок, на которых постоянно проживают около 6 тыс. человек).
Многих туристов привлекают гонки лодок-драконов в Абердинской гавани во время праздника Дуаньу, шоу во время праздника Огненного дракона, ярмарки и концерты в Абердин-сквер, а также прогулки по Абердинскому променаду, автобусные туры и прогулки на джонках по гавани. В Абердине расположены отели Ovolo, L´hotel Island South и Hong Kong Harbour, Абердинский рынок, рынок Тиньвань, оптовый рыбный рынок, рынок Юэкхуон-роуд, торговые центры Shek Pai Wan Shopping Centre, Siu Kwan Mansion Shopping Arcade, Port Centre, ABBA Shopping Mall, Aberdeen Centre Shopping Mall, The Moll, Tin Wan Shopping Centre.
На границе с районом Вончукхан, вдоль Вончукхан-роуд, расположена промышленная зона и несколько высотных офисных центров (например, One Island South). Другая промышленная зона расположена вдоль Тиньвань-прая-роуд (здесь находятся склады и предприятия компаний Hing Wai, Nestlé и Hong Kong University Press). В районе Абердин имеется несколько высотных жилых комплексов, в том числе Aberdeen Centre (1979—1981), Yue Fai Court (1980), Tin Wan Estate (1998), Hung Fuk Court (1998), Ocean Court (2000), Bayshore Apartments (2001), Shek Pai Wan Estate (2004—2005) и Jadewater (2008).

## Транспорт
Главными транспортными артериями Абердина являются улицы Вончукхан-роуд, Абердин-прая-роуд, Шекпайвань-роуд и Абердин-мейн-роуд. В 1982 году открылся 1,9-километровый автомобильный Абердинский туннель, связавший северное и южное побережье острова Гонконг. В 1983 году между Абердином и островом Аплэйчау был построен автомобильный мост, давший толчок развитию инфраструктуры района. Через район пролегает сеть автобусных маршрутов (в том числе и микроавтобусов). Имеется несколько стоянок такси. От Абердинского пирса ходят паромы и прогулочные катера.

## Культура и образование
В Абердине расположены Медицинская академия Гонконга, колледж Гонконгского университета, Абердинская техническая школа, Канозианский колледж Пуйтак, католическая школа Святого Петра, школа Святого Павла, школа Айленд-роуд, кампус Пекинского института изучения языков, публичная библиотека Абердина.

## Здравоохранение
В Абердине базируются больница Грантем, открывшаяся в 1957 году, и больница Вончукхан, клиника Абердинского Жокей-клуба, комплекс ухода за пожилыми людьми Вончукхан.

## Спорт

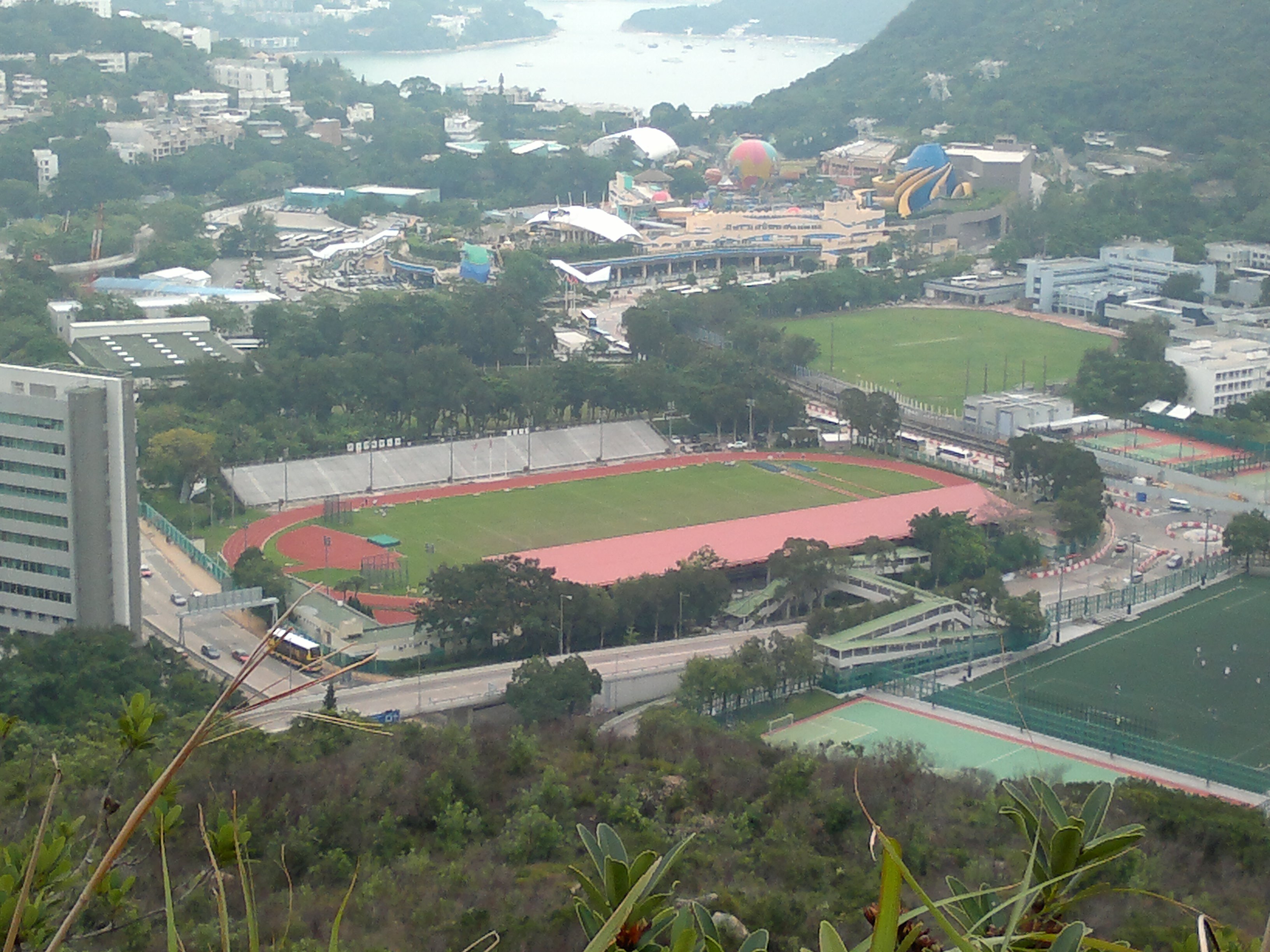
Абердинская спортплощадка

В районе расположены Абердинская спортплощадка с большим стадионом и легкоатлетическим сектором (здесь базируется клуб Southern District RSA первого дивизиона Гонконга по футболу), Абердинский спортцентр с многоцелевой ареной, расположенный в здании муниципальных услуг Абердина, Абердинский центр тенниса и сквоша, спортивная площадка Вончукхан, спортцентр Юэкхуон-роуд.

## В массовой культуре
Абердин и его гавань изображены в популярных фильмах «Любовь — самая великолепная вещь на свете», «Мир Сьюзи Вонг», «Человек с золотым пистолетом», «Выход дракона», «Покровитель», «Двойной удар», «Годзилла против Разрушителя», «Лара Крофт: Расхитительница гробниц. Колыбель жизни», «Двойная рокировка 2», «Заражение», а также в играх Shenmue II и Sleeping Dogs, документальных фильмах и кулинарных шоу.